# 薛一鶚 (嘉靖進士)
薛一鶚（1526年—？），字應薦，號四野，山西平陽府芮城縣人，塩籍，明朝政治人物。

## 生平
乙卯科（1555年）山西鄉試第四名。嘉靖三十五年（1556年）丙辰科第二甲第六十八名進士。户部观政，授户部主事，四十一年升员外、升山东沂州兵备佥事，致仕。

## 家族
曾祖薛宗；祖父薛雄，州判官；父薛光溥，義官贈户部主事；母董氏，封太安人。兄一鹏、一鹍、弟一经。